# 16666 Liroma
16666 Liroma è un asteroide della fascia principale. Scoperto nel 1993, presenta un'orbita caratterizzata da un semiasse maggiore pari a 2,3524785 UA e da un'eccentricità di 0,2395990, inclinata di 23,07137° rispetto all'eclittica.